# Remijia roraimae
Remijia roraimae är en måreväxtart som först beskrevs av George Bentham, och fick sitt nu gällande namn av Karl Moritz Schumann. Remijia roraimae ingår i släktet Remijia och familjen måreväxter. Inga underarter finns listade i Catalogue of Life.